# Owain Glyndŵr
Owain Glyndŵr (eller Owen Glendower), född 1359, död cirka 1416, var den sista walesaren som innehade titeln prins av Wales. Han var en ättling till furstarna av Powys.
Glyndŵr inledde från år 1400 en revolt mot Henrik IV:s engelska styre över Wales. Han hade fram till 1405 stora framgångar, men därefter drevs han tillbaka. Från 1409 handlade det om ett rent gerillakrig, och upproret var helt nedslaget 1413.